# Abverkaufsdaten
Abverkaufsdaten sind im Einzelhandel alle Daten, die durch Kassensysteme beim Kassieren am Verkaufsort (englisch point of sale, deutsch Kassenarbeitsplatz) erfasst werden.

## Art der Daten
Erfasste statistische Parameter sind z. B. die Art und Anzahl der verkauften Artikel sowie ihr Preis, der Zeitstempel sowie die Artikelnummer (Global Trade Item Number) und deren Abgleich mit sogenannten Renner- und Penner-Listen. Diese sagen aus, welche Artikel am meisten verkauft wurden und welche weniger. Registriert wird auch, ob ein Bargeldverkauf oder Kartenzahlung vorgenommen wurde.

## Ablauf
Die Abverkaufsdaten werden von Filialen oder Franchise-Nehmern meist nach Ladenschluss an den Server der Zentrale oder an Lieferanten gesendet und zentral sowie dezentral für Entscheidungen genutzt. Aus Abverkaufsdaten resultierende Entscheidungen des Handels betreffen die gesamte Warenwirtschaft wie Abverkäufe, Bestellmenge, Beschaffungsmanagement, Warenausgang, Wareneingang, Warenrotation oder Warenwirtschaftssystem. 
Für jeden einzelnen Artikel wird pro Filiale aus dem Lagerbestand bei Verkaufsbeginn und dem gescannten Abverkauf der Filialbestand am Tagesende berechnet. Ergibt der Vergleich mit dem Meldebestand, dass dieser unterschritten wurde, wird am Folgetag eine automatische Nachlieferung ausgelöst.
Weitere Interessenten für Abverkaufsdaten sind Marktforschungsunternehmen. Die Handelsunternehmen liefern zum Zweck der Marktforschung die über Scannerkassen erfassten Abverkaufsdaten direkt an die jeweiligen Institute.

## Wirtschaftliche Aspekte
Zu vermeiden sind Regallücken, welche als Angebotslücken die Kundenzufriedenheit vermindern oder Überbestände, die das Lagerrisiko durch höhere Lagerkosten erhöhen. 